# Kovács Vilma
Kovács Vilma (eredeti neve: Prosznitz Vilma) (Szeged, 1879. október 13. – Budapest, 1940. május 15.) magyar pszichoanalitikus.

## Életpályája
Prosznitz Simon (1843–1895) nagykereskedő és Freund Berta (–1919) gyermekeként született zsidó családban. Vilmát anyja akarata ellenére férjhez adta 1897-ben, a nála 15 évvel idősebb unokafivéréhez, Székely Zsigmondhoz. 19 éves korára (1902) három gyermeke született: Alice (1898–1939), Olga (1900–1971) és Ferenc. A sok szüléstől szervezete legyengült és elkapta a TBC-t. Szanatóriumba került, ahol megismerkedett Kovács Frigyes (1875–1944) építésszel, akivel válása után összeházasodott. A válásba első férje nem egyezett bele, így az apának ítélték a gyerekeket. Évekig csak titokban találkozhattak édesanyjukkal. 1918 után kerültek édesanyjukhoz, amikor – apjuk halála miatt – örökbe fogadta őket Kovács Frigyes. 1921-ben agorafóbiája miatt felkereste Ferenczi Sándort gyógyulás érdekében. 1924-ben belépett a Magyarországi Pszichoanalitikai Egyesületbe, 1925-ben pedig az egyesület oktatási bizottságában kapott feladatot. 1931. július 1-én házuk földszintjén – az I. kerületi Mészáros utca 12. szám alatt – nyílt meg a pszichoanalitikus Poliklinika. 1933-ig Ferenczi Sándor legközvetlenebb munkatársaként tevékenykedett. 1933-ban Bálint Mihály vette át a Poliklinika vezetését, és 1939-ig folytatta ezt a munkát.
Lánya, Székely-Kovács Alice 1921-ben Bálint Mihállyal kötött házasságot.